# Trillium parviflorum
Trillium parviflorum är en nysrotsväxtart som beskrevs av V.G.Soukup. Trillium parviflorum ingår i släktet treblad, och familjen nysrotsväxter. Inga underarter finns listade.

## Bildgalleri

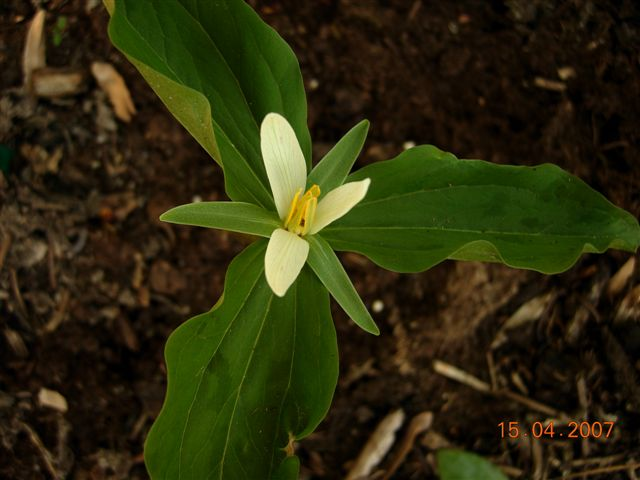